# Северна Двина
Вижте пояснителната страница за други значения на Двина.
Сѐверна Двина̀ е голяма река в североизточната част на Европейска Русия и заема 38-о място по дължина в Русия. Дължината ѝ с дясната съставяща река Юг е 1318 km, а същинската река Севарна Двина – 744 km. Протича на територията на Вологодска и Архангелска област. Влива се в Двинския залив на Бяло море, част от Северния ледовит океан.

## География

### Извор, течение, устие
Река Северна Двина се образува от сливането на двете съставящи я реки Сухона (лява съставяща) и Юг (дясна съставяща) при град Велики Устюг (Вологодска област) на 47 m н.в. До устието на най-големия си приток река Вичегда тече на север под името Малка Северна Двина. След това реката завива на северозапад, увеличава двойно водността си и протича в широка долина със стръмни, на места отвесни склонове. В този участък по течението ѝ има множество плитчини и острови. След устието на левия ѝ приток река Вага завива на север и до устието на река Пинега (десен приток) долината ѝ рязко се стеснява, склоновете ѝ са стръмни, изградени от варовици. След устието на Пинега отново завива на северозапад, долината ѝ пак става широка и тук реката се разделя на отделни потоци и ръкави, които при град Архангелск се събират в едно корито. След Архангелск започва делтата на реката, която е с площ около 900 km2. Основните ръкави на делтата са: Николски, Корабен, Кузнечик, Маймакс (най-дълбокия) и Мурмански. Всички те се вливат в Двинския залив на Бяло море, което е част от Северния ледовит океан. В най-долното ѝ течение приливите и отливите от Северния ледовит океан се проявяват до 137 km от устието ѝ – устието на река Пинега.

### Водосборен басейн
Водосборният басейн на река Северна Двина обхваща площ от 357 000 km2 и се простира на територията на Архангелска област, Република Коми, Вологодска област и Кировска област.
Водосборният басейн на реката граничи със следните водосборни басейна:
- на север – водосборният басейн на река Кулой;
- на североизток – водосборният басейн на река Мезен;
- на изток – водосборният басейн на река Печора;
- на юг и югозапад – водосборният басейн на река Волга;
- на запад – водосборният басейн на река Онега.

### Притоци
Река Северна Двина получава множество притоци, от които 7 са с дължина над 200 km. По-долу са изброени тези 7 реки, на които са показани на кой километър по течението на Северна Двина се вливат, техните дължини, площта на водосборните им басейни, дали са леви (←) или десни (→) притоци и къде се вливат:
- → 744 Сухона (лява съставяща) 558 km, 50 300 km2, при град Велики Устюг, Вологодска област;
- ← 744 Юг (дясна съставяща) 574 km, 35 600 km2, при град Велики Устюг, Вологодска област;
- ← 673 Вичегда 1 130 km, 121 000 km2, при град Котлас, Архангелска област;
- ← 617 Уфтюга 236 km, 6300 km2, в протока Песчански Полой, Архангелска област;
- → 362 Вага 575 km, 44 800 km2, при село Шидрово, Архангелска област;
- ← 334 Ваенга 218 km, 3370 km2, при село Уст Ваенга, Архангелска област;
- ← 137 Пинега 779 km, 42 600 km2, при село Уст Пинега, Архангелска област.

### Хидрология
Подхранването на Северна Двина е смесено, като преобладава снежното. Среден годишен отток при сливането на Сухона и Юг – 770 m3/s, в устието – 3490 m3/s. Между устията на реките Вага и Пинега, където долината ѝ е тясна колебанието на речното ниво достига до 14 m. Замръзва в края на октомври – началото на ноември, а се размразява от началото на април в горното течение до началото на май – в долното. Размразяването на реката започва от горното към долното течение, което предизвиква големи натрупвания на ледени маси в долното течение и е причина за големи разливания на реката и чести наводнения

## Селища
По течението на реката са разположени градовете Велики Устюг и Красавино във Вологодска област, Котлас, Новодвинск, Архангелск и Северодвинск в Архангелска област. освен тях по течението на реката в Архангелска област са разположени и няколко села, които са важни пристанища – Красноборск, Черевково, Верхная Тойма и Холмогори.

## Стопанско значение
Реката е плавателна по цялото си протежение, като навигационния период продължава 160 – 190 дни. До град Архангелск могат да навлизат и морски кораби. Чрез плавателни канали Северна Двина е съединена с река Волга (р. Сухона → Кубенско езеро → р. Шексна → р. Волга) и с река Кулой чрез канала Пинега → Кулой.